# Joško Koludrović
Joško Koludrović (Split, 16. listopada 1946.) hrvatski je glazbenik, skladatelj, aranžer i dirigent. Njegova karijera obuhvaća raznolike aktivnosti u glazbi, kazalištu i radiju. Dobitnik je nagrade Marul za scensku glazbu u predstavi HNK Splita Francuzica na 16. Marulićevim danima 2006.

## Rani život i obrazovanje
Koludrović je rođen u Splitu 16. listopada 1946. godine. U rodnome gradu završio je gimnaziju i Pedagošku akademiju na Odsjeku za glazbeni odgoj. Diplomirao je iz kolegija „Dirigiranje dječjim zborovima”. Kao sedmogodišnjak počeo je uzimati privatnu poduku iz harmonike, a nakon toga uči svirati klavir i gitaru.

## Karijera
Od 1963. godine Koludrović je svirao u splitskim grupama „Tekila”, „Batali”, „Orkestar Edija Radosavljevića”, „Anima”, „Aspalathos Brass”, „Sperantes”, „More” te drugima kao pijanist, gitarist, basist i vokalni solist.
Kao glazbeni suradnik na Radio Splitu surađuje od 1969. do 1973. a zatim kao glazbeni urednik na Radio Zagrebu od 1973. Do 1978. godine, te ponovo od 1995. do 1998. glazbeni urednik na Radio Splitu.
Od 1978. je u Direkciji VIII. Mediteranskih igara kao kao organizator kulturnog i zabavnog programa MIS-a, te kao kreator kulturnih i zabavnih događanja za vrijeme spomenutih igara.
Od 1980. do 1982. radi kao profesor harmonike u Srednjoj glazbenoj školi Josipa Hatzea u Splitu, a tijekom 1989. i 1990. predaje kolegije „Scenska glazba” i „Elementi glazbe” splitskoj klasi glumačkog studija dislociranog odjela Akademije dramskih umjetnosti.
Kao slobodni umjetnik surađuje kao glazbenik-pijanist 1989. godine u kazalištu Roberta Ciullija u gradu Mulheim an der Ruhr te kao skladatelj u kazalištu Echoraum u Beču 1991. godine. U Beču u „The United Nations in Vienna” (City One) nastupa kao pijanist u internacionalnom jazz orkestru „The Party Kings”, a godine 1993. i 1994. radi kao profesor gitare u američkoj školi Ujedinjenih naroda „Danube international school” u Beču.

## Djela

### Zabavna glazba
Najpoznatije su mu pjesme izvođene na Splitskom festivalu zabavne glazbe.
- „Ča je, to je” – 1975. godine. Autor teksta je Tomislav Zuppa, aranžman Dečo Žgur, izvođač grupa Ultra 4.
- „Gledam kako spavaš” – 1980. godine. Autor teksta je Jakša Fiamengo, aranžman Janez Gregorc, izvođač Ditka Haberl.
- „Moja bivša draga” – 1984. godine. Autor teksta je Jakša Fiamengo, aranžman Vojkan Borisavljević, izvođač Miki Jevremović.

### Kazališne predstave
| God.  | Naslov                                                           | Redatelj                     | Kazalište | Uloga                                                        |
| 1976. | Vlasta Pošpilova: Kraljevska jeka                                | Jirži Jaroš                  | Malo kazalište – Trešnjevka, premijera rujan 1976.                                                                  | skladatelj                                                   |
| 1977. | Žarko Petan: Optuženi vuk                                        | Ladislav Vindakijević        | Malo kazalište – Trešnjevka, premijera siječanj 1977.                                                               | skladatelj                                                   |
| 1978. | Slawomir Mrožek: Grbavac                                         | Vlatko Perković              | HNK Split, premijera 28. srpnja 1978. – Splitsko ljeto                                                              | skladatelj i izbor scenske glazbe                            |
| 1978. | Maksim Gorki: Malograđani                                        | Vlatko Perković              | HNK Split, premijera prosinac 1978.                                                                                 | skladatelj                                                   |
| 1979. | Oskar Davičo: Borba je ostvarivanje pesme                        | Vlatko Perković              | Dalmacijakoncert, Premijera u hali „Termofiza” 16. ožujka 1979.                                                     | skladatelj i izbor scenske glazbe                            |
| 1980. | Eduardo Manet: Dan kada je Mary Shelley susrela Charlottu Bronte | Želimir Mesarić              | HNK Split, premijera 9. studenoga 1980.                                                                             | izbor scenske glazbe                                         |
| 1981. | Drago Ivanišević: Ljubav u koroti ili Antiantigona               | Marin Carić                  | HNK Split, premijera 5. veljače 1981.                                                                               | skladatelj                                                   |
| 1981. | Eugène Ionesco: Igra od pomora                                   | Tomislav Durbešić            | HNK Split, praizvedba 13. travnja 1981.                                                                             | skladatelj i pijanist na sceni                               |
| 1981. | Milan Kundera: Žak fatalist i njegov gospodar                    | Dino Radojević               | HNK Split, premijera 2. lipnja 1981.                                                                                | skladatelj                                                   |
| 1982. | Slobodan Šnajder: Hrvatski Faust                                 | Dino Radojević               | HNK Split, praizvedba 7. kolovoza 1982.                                                                             | skladatelj i izbor scenske glazbe                            |
| 1982. | Ivo Brešan: Svečana večera u pogrebnom poduzeću                  | Božidar Violić               | HNK Split, premijera 5. prosinca 1982.                                                                              | skladatelj i izbor scenske glazbe                            |
| 1984. | Luko Paljetak: Odisejeva putovanja                               | Marin Carić                  | Kazalište lutaka Pionir Split, premijera 8. lipnja 1984.                                                            | skladatelj                                                   |
| 1984. | Fernando Arrabal: Farsa, farsa                                   | Georgij Paro i Zlatko Bourek | HNK Split, premijera 25. srpnja 1984.                                                                               | skladatelj i izbor scenske glazbe                            |
| 1984. | Nepoznati pisac: Advokat Pathelin                                | Georgij Paro i Zlatko Bourek | HNK Split, premijera 25. srpnja 1984.                                                                               | orkestracija Pathelinove teme Miljenka Prohaske i skladatelj |
| 1984. | Zlatko Krilić: Jaje                                              | Jakša Zlodre                 | Kazalište lutaka „Pionir” Split, premijera 27. prosinca 1984.                                                       | skladatelj                                                   |
| 1985. | Luko Paljetak: Čarobni instrument                                | Ivica Vukojević              | Kazalište lutaka „Pionir” Split, premijera 6. lipnja 1985.                                                          | skladatelj                                                   |
| 1985. | Marko Marulić: Davidijada                                        | Branko Brezovec              | Kazalište lutaka „Pionir” Split, premijera 25. srpnja 1985.                                                         | skladatelj                                                   |
| 1985. | Marin Držić: Dundo Maroje                                        | Marin Carić                  | HNK Split, premijera 7. kolovoza 1985.                                                                              | skladatelj i obrada renesansnog predloška                    |
| 1985. | Jakša Zlodre: Belcanto                                           | Vanča Kljaković              | HNK Split, premijera 7. prosinca 1985.                                                                              | skladatelj                                                   |
| 1985. | Ivo Brešan: Anera                                                | Marin Carić                  | Narodno pozorište Mostar, premijera 14. studenoga 1985.                                                             | skladatelj                                                   |
| 1985. | Marin Carić: Novogodišnji vrtuljak                               | Marin Carić                  | HNK Split, premijera 31. prosinca 1985.                                                                             | skladatelj                                                   |
| 1986. | Aleksandar Vampilov: Prošlog ljeta u Čulimsku                    | Vladimir Gerić               | HNK Split, premijera 1. lipnja 1986.                                                                                | skladatelj                                                   |
| 1986. | Ivan Bakmaz: Jahači apokalipse                                   | Marin Carić                  | Narodno pozorište Mostar, premijera 15. prosinca 1986.                                                              | skladatelj                                                   |
| 1987. | Mate Matišić: Bljesak zlatnog zuba                               | Marin Carić                  | HNK Split, praizvedba 8. veljače 1987.                                                                              | skladatelj i izbor scenske glazbe                            |
| 1987. | Aleksandar Galin: Do Moskve i natrag                             | Vlatko Perković              | Centar za kulturu Šibenik i Dalmacijakoncert Split, praizvedba 17. travnja 1987.                                    | skladatelj                                                   |
| 1987. | Jakša Fiamengo: Morsko more                                      | Marin Carić                  | Otvaranje međunarodnog festivala djeteta Šibenik, praizvedba 20. lipnja 1987.                                       | skladatelj                                                   |
| 1987. | Slobodan Novak: Mirisi, zlato i tamijan                          | Marin Carić                  | Kazalište Marina Držića - Dubrovnik, premijera 26. prosinca 1987.                                                   | skladatelj                                                   |
| 1987. | Dušan Kovačević: Klaustrofobićna komedija                        | Ahmet Obradović              | Narodno pozorište Mostar, premijera 28. prosinca 1987.                                                              | skladatelj                                                   |
| 1988. | Čedo Prica: Sunčanje                                             | Vlatko Perković              | HNK Split, praizvedba 20. lipnja 1988.                                                                              | skladatelj                                                   |
| 1988. | Mate Matišić: Legenda o svetom Muhli                             | Marin Carić                  | Narodno kazalište Ivan Zajc- Rijeka, premijera 22. listopada 1988.                                                  | skladatelj                                                   |
| 1989. | Berthold Brecht: Opera za tri groša                              | Roberto Ciulli               | HNK Split, premijera 5. kolovoza 1989.                                                                              | pijanist                                                     |
| 1989. | Mate Matišić: Božićna bajka                                      | Marin Carić                  | Kazalište Marina Držića - Dubrovnik, Dalmacijakoncert Split i Narodno kazalište Zadar, premijera 8. listopada 1989. | skladatelj                                                   |
| 1990. | Mladen Kušec: Čudo u ormaru                                      | Rikard Simonelli             | Kazalište lutaka „Pionir” Split, premijera 5. svibnja 1990.                                                         | skladatelj                                                   |
| 1990. | Eduardo de Filippo: Šjor Bartulovi snovi / Voci di dientro       | Vanča Kljaković              | HNK Split, premijera 12. listopada 1990.                                                                            | skladatelj                                                   |
| 1990. | Hrvoje Hitrec: Pepeljuga                                         | Janko Marinković             | Kazalište „Titovi mornari” Split, premijera 22. listopada 1990.                                                     | skladatelj                                                   |
| 1991. | Ivo Tijardović: Spli’ski akvarel                                 | Krešimir Dolenčić            | HNK Split, premijera 2. veljače 1991.                                                                               | pijanist                                                     |
| 1991. | F. M. Dostojevski: Foma Fomić                                    | Vlatko Perković              | HNK Split, premijera 22. veljače 1991.                                                                              | skladatelj                                                   |
| 1991. | Xxx: Muka spasitelja našega                                      | Ivica Boban                  | HNK Split, Franjevački provincialat, Dramski teatar Split/ Dalmacijakoncert, premijera 24. ožujka 1991.             | skladatelj i izbor scenske glazbe                            |
| 1991. | Carlo Goldoni: Ribarske svađe                                    | Vanča Kljaković              | HNK Split, premijera 31. ožujka 1991.                                                                               | skladatelj                                                   |
| 1991. | Marko Marulić. Judita                                            | Marin Carić                  | Kazalište lutaka Zadar, premijera 22. travnja 1991                                                                  | skladatelj                                                   |
| 1991. | Michel de Ghelderode: Ukleti pjevač                              | Vladimir Milčin              | HNK Split, premijera 12. kolovoza 1991.                                                                             | skladatelj                                                   |
| 1991. | Arno Schmidt: Zettels traum                                      | Josef Hartmann               | Theatar „Echoraum”, Beč, premijera 30. studenoga 1991.                                                              | skladatelj                                                   |
| 1994. | Jasen Boko: Zdenac Mudraca                                       | Vanča Kljaković              | GKM Split, premijera 15. prosinca 1994.                                                                             | skladatelj                                                   |
| 1995. | Zlatko Krilić: Jaje                                              | Zlatko Krilić                | GKL Split, premijera 8. ožujka 1995.                                                                                | skladatelj                                                   |
| 1995. | Berhold Brecht: Čekajući Ubermencha                              | Arijana Čulina               | HNK Split, Scena 55, premijera 12. svibnja 1995.                                                                    | pijanist                                                     |
| 1995. | J. P. Sartre: Muhe                                               | Sanja Bilić                  | HNK Split, otkazano 8. lipnja 1995.                                                                                 | skladatelj                                                   |
| 1995. | Ivo Brešan: Julije Cezar                                         | Marin Carić                  | HNK Split, premijera 28. studenoga 1995.                                                                            | skladatelj                                                   |
| 1995. | Phillipe Dorin: Pričljivo zrcalo                                 | Pero Mioć                    | Šibensko kazalište, premijera 11. prosinca 1995.                                                                    | skladatelj                                                   |
| 1996. | Carlo Goldoni: Ribarske svađe                                    | Joško Juvančić               | Dramsko kazalište Gavella Zagreb, premijera 10. ožujka 1996.                                                        | izbor scenske glazbe                                         |
| 1996. | Vlatko Perković: Ucjena                                          | Petar Veček                  | Hrvatsko narodno kazalište, premijera 10. svibnja 1996. (otkazana)                                                  | skladatelj                                                   |
| 1996. | Petar Miloš: Budali na određeno vrijeme                          | Goran Golovko                | Teatar pojavnoST, premijera u teatrinu GKM Split 6. kolovoza 1996.                                                  | skladatelj                                                   |
| 1997. | Vanča Kljaković: Vaš Antiša                                      | Vanča Kljaković              | Istarsko narodno kazalište Pula i VITRA d.o.o. Split, premjera u GKM Split 6. ožujka 1997.                          | izbor scenske glazbe                                         |
| 1997. | William Shakespeare: Kralj Lear                                  | Petar Veček                  | HNK Split, premijera 17. ožujka 1997.                                                                               | skladatelj                                                   |
| 1997. | Xxx: Cabaret Arijana Čulina i gosti                              | Arijana Čulina               | HNK Split, 43. Splitsko ljeto, premijera 28. srpnja 1997.                                                           | pijanist                                                     |
| 1997. | Antun Šoljan: Tarampesta mototor                                 | Nina Kleflin                 | HNK Split, premijera 8. kolovoza 1997.                                                                              | skladatelj                                                   |
| 1998. | A.P. Čehov: Galeb                                                | Georgij Paro                 | HNK Split, premijera 21. srpnja 1998.                                                                               | izbor scenske glazbe                                         |
| 1999. | Alexandro Popescu: Sunčeva zraka                                 | Mihail Vasilev i Dunja Adam  | GKL Split, premijera 12. veljače 1999.                                                                              | skladatelj                                                   |
| 1999. | Berthold Brecht: B B Cabaret                                     | Eduard Miler                 | HNK Split, foajer, premijera 13. ožujka 1999.                                                                       | harmonikaš (accordeon)                                       |
| 1999. | Vanča Kljaković: Majstor                                         | Vanča Kljaković              | VITRA d.o.o, premijera u GKM Split 5. svibnja 1999.                                                                 | izbor scenske glazbe                                         |
| 1999. | Dunja Adam: Susret s kazalištem                                  | Dunja Adam                   | GKL Split, premijera 24. rujna 1999.                                                                                | skladatelj                                                   |
| 1999. | Ana Tonković Dolenčić i Vlatko Broz: Marlene Dietrich            | Ivan Leo Lemo                | HNK Split, foajer, premijera 18. prosinca 1999.                                                                     | pijanist i harmonikaš (accordeon)                            |
| 2000. | Zdenka Mišura: Vodencvijetov let                                 | Dunja Adam                   | GKL Split, premijera 10. veljače 2000.                                                                              | skladatelj                                                   |
| 2000. | Aldo Nicolaj: Biž´mo ća                                          | Milan Štrljić                | Teatar Vitrad.o.o. i HNK Split, premijera na Carrarinoj poljani 15. srpnja 2000. – 46. Splitsko ljeto               | izbor scenske glazbe                                         |
| 2001. | Tennesee Williams: Tetovirana ruža / Serafina splićanka          | Ivica Boban                  | HNK Split, premijera 10. ožujka 2001.                                                                               | skladatelj                                                   |
| 2001. | Miguel de Cervantes Saavedra: Don Quijote                        | Vanča Kljaković              | GKM Split, premijera 1. listopada 2001.                                                                             | skladatelj                                                   |
| 2001. | Jean Baptiste Moliere: Pomodarke                                 | Ognjen Sviličić              | GKM Split, premijera 3. prosinca 2001.                                                                              | skladatelj i izbor scenske glazbe                            |
| 2002. | Vanča Kljaković: Čudnovate zgode maloga Marinka                  | Zlatko Bourek                | GKL Split, praizvedba 21. ožujka 2002.                                                                              | skladatelj                                                   |
| 2002. | Marko Uvodić: Dujkin dvor                                        | Lenko Blažević               | Amaterko kazalište „Ranko Marinković” Vis, premijera 28.prosinca 2002.                                              | skladatelj                                                   |
| 2005. | Ilija Zovko: Francuzica                                          | Vanča Kljaković              | HNK Split, Scena 55, praizvedba 22. listopada 2005.                                                                 | skladatelj nagrada „Marul” za glazbu                         |
| 2005. | Vlatko Perković: Deus ex machina                                 | Vanča Kljaković              | GKM Split, praizvedba 1. prosinca 2005.                                                                             | skladatelj i                                                 |
| 2007. | Ilija Zovko: Ženici                                              | Georgij Paro                 | GKM Split, praizvedba 26. siječnja 2007.                                                                            | skladatelj                                                   |
| 2008. | Tahir Mujičić: Babina guica                                      | Ivica Boban                  | HNK Split i HNK Šibenik, premijera 23. veljače 2008.                                                                | skladatelj, izbor scenske glazbe, pijanist i pjevač          |
| 2008. | Po Milanu Begoviću: Amerikonsko jahta u Višku valu               | Lenko Blažević               | Amaterko kazalište „Ranko Marinković” Vis, premijera 21. svibnja 2008.                                              | skladatelj                                                   |
| 2008. | Ilija Zovko: Priredba                                            | Josip Zovko                  | GKM Split, premijera 29. svibnja 2008.                                                                              | skladatelj i izbor scenske glazbe                            |
| 2020. | Hans Christian Andersen: Palčica                                 | Branimir Rakić               | GKL Split, premijera 4. svibnja 2020.                                                                               | skladatelj                                                   |
| 2020. | Xxx: Ne ostavljaj me (Ne me quitte pas)                          | Ksenija Prohaska             | HNK Split, 66. Splitsko ljeto, premijera u Meštrovićeve Crikvine- Kaštilac 3. kolovoza 2020.                        | pianist, harmonikaš i vokalni solist                         |

### Balet
- Balet PIXELS, koreograf Dinko Bogdanić, premijera u HNK Split 29. travnja 2015.[91][92]

### TV-adaptacije
- Drago Ivanišević: Ljubav u koroti, (HRT Zagreb 1991.)[93]
- Ivo Brešan: Svečana večera u pogrebnom poduzeću, (HRT Zagreb 1982.)
- Slobodan Šnajder: Hrvatski Faust, (HRT Zagreb 1983.)
- Ivo Brešan: Anera, (TV Sarajevo 1987.)
- Jakša Fiamengo: Morsko more, (HRT Zagreb 1987.)[94]
- xxx: Muka spasitelja našega, (HRT Zagreb 1991.)

### Radio-drame
- Tonko Maroević: Novela od stanice - Režija Marin Carić (Hrvatski radio Zagreb 1978.)[95]

### Film i serije
- Tino Crvelin: Kazalište – (Marjan film Split, veljača 1983. dokumentarni film)

- Branko Karabatić: Mokro – (Marjan film Split, 1988, crtani film)[96]

- Mladen Mateljan: Pharos – (Plovput Split, 1995, dokumentarni film)
- Stipe Božić: Sedam vrhova – (HRT Zagreb 1988 – dokumentarna serija od 18 epizoda po 30 minuta:[97][98]

- Bruno Anković: Vanka škvare (Factum documentary film i Salona film Split, 2000. dokumentarni film)
- Stipe Božić: Rijeke Hrvatske – (HRT Zagreb 2009. – dokumentarna serija od 10 epizoda po 30 minuta):[99][100]
- Stipe Božić: Mate svjetski – (HRT Zagreb 2012, dokumentarni film)
- Nina Mimica: Vodička priča – (dokumentarni film 2014.)
- Stipe Božić: Od Lečevice do Santiaga de Campostele - (Caballus – net 2017. dokumentarni film)
- Stipe Božić: Silvio spalatino – (dokumentarni film 2017)[101]
- Davor Šarić i Željko Senečić: unutra sam ja – (Oximoron i Akademija za umjetnost i kulturu u Osijeku – dokumentarni film 2018.)

### Umjetničke instalacije
- Sandra Mateljan i Joško Koludrović: Soba za odmor – Multimedijalni kulturni centar Split, 17. kolovoza 2000.[102]
- Vasko Lipovac: Val - ciklus skulptura 2001-05 – ambijetalna glazba uz izložbu skulptura GLIPTOTEKA HAZU, Zagreb 20. travnja – 20. svibnja 2005.[nedostaje izvor]

## Vanjske poveznice
- Službena stranica
- Službeni YouTube kanal